# Liste de peintures de François Perrier
Cet article dresse la liste des peintures de François Perrier (vers 1594-1649)

## Retour en France (1629-1635)
| Image | Titre                                            | Date           | Techniques et dimensions        | Commentaire                       | Lieu de conservation                     | Référence |
| ----- | ------------------------------------------------ | -------------- | ------------------------------- | --------------------------------- | ---------------------------------------- | --------- |
|       |                                                  |                |                                 |                                   |                                          |           |
|       | La Décollation de saint Jean Baptiste            | 1629           | Huile sur toile, 179 x 135 cm   | Peint pour la Chartreuse de Lyon. | Saint-Alban-du-Rhône, église paroissiale |           |
|       | Saint Anthèlme ressuscitant un mort              | 1629           | Huile sur toile, 200 x 300 cm   | Peint pour la Chartreuse de Lyon. | Lyon, église Saint-Bruno-les-Chartreux   |           |
|       | Moïse et le serpent d'airain (attribué)          | vers 1629      | Huile sur bois, 78,3 x 104 cm   | Peut-être peint à Lyon.           | Dijon, musée Magnin                      |           |
|       | David vainqueur de Goliath                       | vers 1630      | Huile sur toile, 184 x 125 cm   |                                   | Vollore-Ville, église paroissiale        |           |
|       | Le Triomphe de David                             | vers 1630      | Huile sur toile, 184 x 125 cm   |                                   | Vollore-Ville, église paroissiale        |           |
|       | Hercule accueilli parmi les dieux                | vers 1630      | Huile sur toile, 143 x 208 cm   |                                   | Saint-Pétersbourg, musée de l'Ermitage   |           |
|       | Dédale et Icare                                  | vers 1631      | Huile sur toile, 149 x 109 cm   | attribué à François Perrier       | Le Puy-en-Velay, musée Crozatier         |           |
|       | Laocoon et ses fils                              | vers 1631      | Huile sur bois, 63 x 43 cm      |                                   | Collection particulière                  |           |
|       | Le Sacrifice d'Iphigénie                         | vers 1631-1632 | Huile sur toile, 213 x 154 cm   |                                   | Dijon, musée des Beaux-Arts              |           |
|       | Apollon dans la forge de Vulcain                 | vers 1632      | Huile sur toile, 150 x 143 cm   |                                   | Collection particulière                  |           |
|       | Le Sacrifice d'un roi                            | vers 1632-1633 | Huile sur toile, 142 x 132,5 cm |                                   | Collection particulière                  |           |
|       | Jupiter et Sémélé                                | vers 1632-1633 | Huile sur toile, 160 x 96 cm    |                                   | Collection particulière                  |           |
|       | L'Adoration des bergers                          | vers 1633-1634 | Huile sur toile, 185 x 118 cm   |                                   | Collection particulière                  |           |
|       | Saint Augustin offrant son cœur à l'Enfant Jésus | 1634           | Huile sur bois, 258 x 184 cm    |                                   | Saint-Denis, musée d'Art et d'Histoire   |           |

## Second séjour romain (1635-1645)
| Image | Titre                                           | Date           | Techniques et dimensions          | Commentaire                                                     | Lieu de conservation                                                   | Référence |
| ----- | ----------------------------------------------- | -------------- | --------------------------------- | --------------------------------------------------------------- | ---------------------------------------------------------------------- | --------- |
|       |                                                 |                |                                   |                                                                 |                                                                        |           |
|       | La Mort de Cicéron                              | vers 1635      | Huile sur toile, 177 x 242,7 cm   | Peint pour le marquis Vincenzo Giustiniani                      | Bad Homburg vor der Höhe, château de Bad Homburg                       |           |
|       | La Peste d'Athènes                              | vers 1635-1640 | Huile sur toile, 72 x 97,5 cm     |                                                                 | Dijon, musée des Beaux-Arts                                            |           |
|       | La Forge de Vulcain                             | 1636           | Huile sur toile, 114,5 x 115,7 cm |                                                                 | Montréal, musée des Beaux-Arts                                         |           |
|       | Allégorie de la Guerre                          | vers 1638-1645 | Huile sur toile, 97 x 130 cm      |                                                                 | Saint-Pétersbourg, musée de l'Ermitage                                 |           |
|       | Le triomphe de Neptune                          | vers 1639-1643 | Huile sur toile, 173 x 257 cm     |                                                                 | Collection particulière                                                |           |
|       | Le Sacrifice d'Isaac                            | années 1640    | Huile sur toile, 164 x 114,5 cm   |                                                                 | Collection particulière, en dépôt à Saint-Cloud, musée du Grand Siècle |           |
|       | Polyphème et les Nymphes                        | vers 1640      | Huile sur toile, 144 x 172 cm     |                                                                 | Lewisburg, Bucknell University, Samek Art Museum                       |           |
|       | Olinde et Sophronie sur le bûcher               | 1641-1642      | Huile sur toile, 240 x 321 cm     | Peint pour la galerie de l'hôtel de La Ferté-Senneterre à Paris | Reims, musée des Beaux-Arts                                            |           |
|       | Le Frappement du rocher                         | 1641-1642      | Huile sur toile, 141 x 222 cm     |                                                                 | Rome, Pinacothèque capitoline                                          |           |
|       | L'Adoration du veau d'or                        | vers 1642      | Huile sur toile, 142 x 220 cm     |                                                                 | Rome, Pinacothèque capitoline                                          |           |
|       | La déification d'Enée                           | vers 1642      | Huile sur toile, 106,5 x 135 cm   |                                                                 | Collection particulière                                                |           |
|       | Vénus implorant Neptune d'être favorable à Enée | vers 1643-1645 | Huile sur toile, 98 x 133 cm      |                                                                 | Épinal, musée départemental d'art ancien et contemporain               |           |
|       | Scène de l'histoire romaine                     | vers 1644-1645 | Huile sur toile, 98,5 x 150 cm    |                                                                 | Dresde, Gemäldegalerie                                                 |           |

## Second retour en France (1645-1649)
| Image | Titre                                            | Date           | Techniques et dimensions       | Commentaire                                               | Lieu de conservation                           | Référence |
| ----- | ------------------------------------------------ | -------------- | ------------------------------ | --------------------------------------------------------- | ---------------------------------------------- | --------- |
|       |                                                  |                |                                |                                                           |                                                |           |
|       | Saint Luc (attribué)                             | vers 1645-1649 | huile sur enduit, 256 x 116 cm |                                                           | Paris, temple Sainte-Marie                     |           |
|       | Enée et ses compagnons combattant les harpies    | 1645-1646      | Huile sur toile, 155 x 218 cm  |                                                           | Paris, musée du Louvre                         |           |
|       | Hercule et Omphale                               | vers 1646      | Huile sur toile, 98 x 135 cm   |                                                           | Luxembourg, musée national d'histoire et d'art |           |
|       | Enée et la sibylle de Cumes                      | vers 1646      | Huile sur toile, 152 x 196 cm  |                                                           | Varsovie, Muzeum Narodowe w Warszawie          |           |
|       | Les Adieux de saint Pierre et saint Paul         | 1647-1649      | Huile sur toile, 74,5 x 110 cm |                                                           | Rennes, musée des Beaux-Arts                   |           |
|       | Orphée devant Pluton et Proserpine               | vers 1647-1649 | Huile sur toile, 54 x 70 cm    |                                                           | Paris, musée du Louvre                         |           |
|       | Acis et Galatée                                  | vers 1647-1649 | Huile sur toile, 97 x 133 cm   | Copie ou réplique au musée des Beaux-Arts de Carcassonne. | Paris, musée du Louvre                         |           |
|       | Voussure du cabinet des muses de l'hôtel Lambert | vers 1648-1649 |                                |                                                           | Paris, Hôtel Lambert                           |           |
|       | La Décollation de saint Jean Baptiste            |                | Huile sur toile, 132 x 96,5 cm |                                                           | Derby, Kedleston Hall and Eastern Museum       |           |